# Quebo (sector)
Quebo é um sector da região administrativa de Tombali na Guiné-Bissau com 960,4 km².